# Pedro Albizu Campos

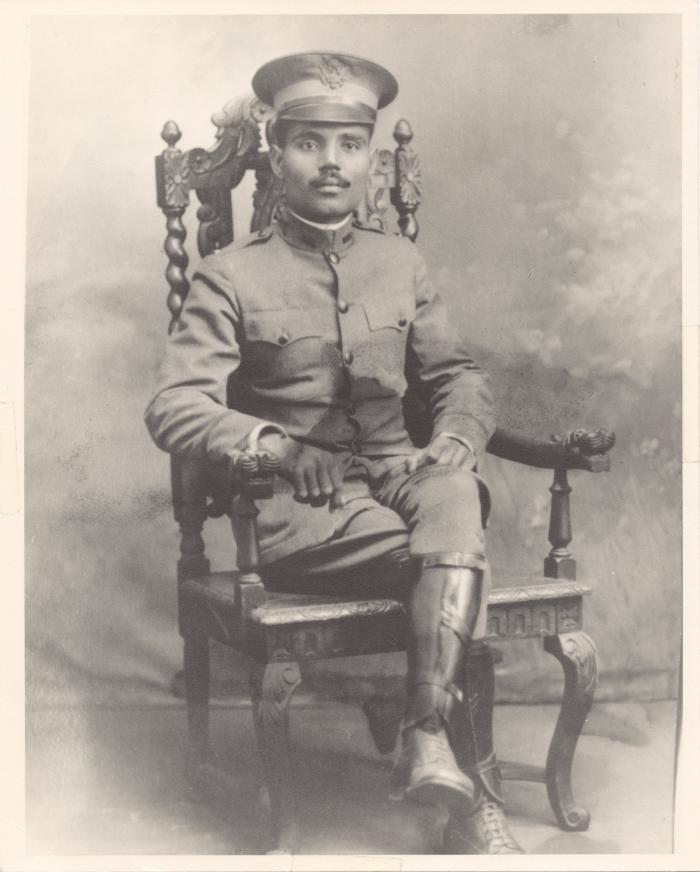
Pedro Albizu Campos in der US Army

Pedro Albizu Campos (* 12. September 1891 in Tenerías Village, Ponce, Puerto Rico; † 21. April 1965) war der Präsident der Puerto Rican Nationalist Party und ein wichtiger Vertreter der Unabhängigkeitsbewegung. Dank seiner Qualitäten als Redner erhielt er den Beinamen El Maestro (Der Lehrer).

## Leben

### Frühe Jahre
Der Sohn von Alejandro Albizu und Juana Campos sowie Neffe des Danza-Komponisten Juan Morel Campos studierte 1912 mit einem Stipendium Ingenieurwissenschaft mit der Spezialisierung auf Chemie an der University of Vermont. 1913 wechselte er zur Harvard University.

### Erster Weltkrieg
Beim Ausbruch des Ersten Weltkriegs meldete er sich als Freiwilliger in der US-Infanterie. Er trainierte beim französischen Militär und diente unter General Frank McIntyre, der ihm einer afroamerikanischen Einheit zuordnete, die er als erster Lieutenant verließ. In dieser Zeit war er dem Rassismus ausgesetzt, was seine Ansichten zum Verhältnis zwischen den Puerto-Ricanern und den USA beeinflusste.

### Politische Aktivitäten
1919 kehrte Albizu Campos an die Harvard University und wurde zum Präsidenten von deren Cosmopolitan Club gewählt. Er traf sich mit fremden Studenten und Lektoren wie Subhash Chandra Bose und dem Dichter Rabindranath Tagore. Er interessierte sich für die Gründe der indischen Unabhängigkeitsbewegung und half bei der Einrichtung mehrerer Zentren in Boston für die irische Unabhängigkeitsbewegung. Er traf Eamon de Valera und war später als Berater an der Verfassung des Irischen Freistaats beteiligt. In Harvard erwarb er Abschlüsse in Jura, Literatur, Philosophie, Chemieingenieurwesen und Militärwissenschaft. Er sprach fließend Englisch, Spanisch, Französisch, Deutsch, Portugiesisch, Italienisch, Latein und Griechisch. Er lehnte Angebote als spanischer Repräsentant der protestantischen Kirche, als Rechtsberater des US Supreme Court und als Diplomat im US-Außenministerium in Mexiko ab und kehrte nach Puerto Rico zurück.
1919 verließ José Coll y Cuchí aus Enttäuschung über das mangelhafte Engagement für Puerto Rico die Union Party und gründete mit einigen Anhängern die Nationalist Association of Puerto Rico in San Juan. Am 17. September 1922 bildeten die Nationalisten zusammen mit der Nationalist Youth und der Independence Association die neue Puerto Rican Nationalist Party und wählten Coll y Cuchí zu deren Präsidenten.
1922 heiratete Albizu Campos die Peruanerin Dr. Laura Meneses, die er in Harvard kennengelernt hatte. Zwei Jahre später trat er der neu gegründeten Partei bei und wurde Vizepräsident. 1927 reiste er nach Santo Domingo, Haiti, Kuba, Mexiko, Panama, Peru und Venezuela, um Solidarität für die puerto-ricanische Unabhängigkeitsbewegung zu gewinnen.
1930 verließ Coll y Cuchí im Streit mit Albizu Campos die Partei, woraufhin einige seiner Anhänger zu den Unionisten zurückkehrten. Am 11. Mai 1930 übernahm Albizu Campos den Vorsitz der nationalistischen Partei und bildete das erste Frauen-Komitee in der Gemeinde Vieques.
1932 veröffentlichte er ein Manuskript, in dem Dr. Cornelius P. Rhoads gesteht, puerto-ricanische Patienten zu töten und vielen von ihnen im Rahmen eines medizinischen Experiments im Presbyterian Hospital von San Juan für die Rockefeller University Krebs-Zellen zu injizieren. Dieser Brief offenbarte die rassistische Vision einiger Amerikaner. Dr. Rhoades leitete in den 1940er Jahren zwei Projekte zur chemischen Waffen, arbeitete in der Atomenergie-Kommission und wurde mit der US Legion of Merit ausgezeichnet.
Bei der Wahl 1932 schnitt die nationalistische Partei schlecht ab, setzte jedoch ihre Kampagne fort, die Menschen in einem freien Puerto Rico zu vereinen. Zur gleichen Zeit wurde die Unterdrückung durch die USA mit bewaffnetem Widerstand beantwortet.
1934 vertrat Albizu Campos als Rechtsanwalt Arbeiter aus der Zuckerrohr-Industrie gegen die Monopole der USA.

### Haft und Tod
Nach dem Rio Piedras Massaker von 1935 und einem Attentat im folgenden Jahr erklärte er die beteiligten Nationalisten zu Helden. Das Gericht von San Juan beantragte Haft für Albizu Campos und einige andere Nationalisten wegen „aufrührerischer Verschwörung zum Sturz der US-Regierung in Puerto Rico“. Eine Jury aus sieben Puerto-Ricaner und fünf Amerikanern entschied mit 7:5 Stimmen auf nicht schuldig. Richter Cooper bestellte daraufhin eine neue Jury mit zehn Amerikanern und zwei Puerto-Ricaner und erreichte so einen Schuldspruch. 1937 versuchte eine Gruppe von Anwälten, darunter der junge Gilberto Concepción de Gracia, vergeblich, die Nationalisten zu verteidigen, aber das für Puerto Rico zuständige Berufungsgericht in Boston bestätigte das Urteil. Albizu Campos wurde mit seinen Mitstreitern ins Zuchthaus United States Penitentiary, Atlanta, Georgia geschickt. Am 21. März fand in Ponce ein Protestmarsch statt, bei dem die Polizei das Feuer auf die Menge eröffnete. 21 unbewaffnete Teilnehmer und Zuschauer sowie zwei Polizeibeamte starben beim sogenannten Massaker von Ponce und 200 weitere Menschen wurden verletzt.
1947 kehrte Albizu Campos nach Puerto Rico zurück und begann mit den Vorbereitungen für einen bewaffneten Kampf gegen die Pläne zur Umwandlung des Status von Puerto Rico in einen Commonwealth der USA. Infolge des Jayuya-Aufstands 1950 wurde er nach einem kurzen Schusswechsel mit der Polizei festgenommen und 1951 zu achtzig Jahren Haft verurteilt. 1953 begnadigte der Gouverneur Luis Muñoz Marín ihn, aber im folgenden Jahr wurde die Begnadigung nach einem Angriff auf das US-Repräsentantenhaus, bei dem vier puerto-ricanischen Nationalisten von der Galerie des Kapitols das Feuer eröffneten. Die Angreifer gaben an, damit die Aufmerksam der Welt auf die militärische Besatzung der USA in Puerto Rico lenken zu wollen, und ließen sich widerstandslos festnehmen. Albizu verweigerte der Polizei den Zutritt zu seinem Haus in San Juan, wurde jedoch nach einem Schusswechsel wieder in La Princesa inhaftiert.
Während seiner Gefangenschaft verschlechterte sich sein Gesundheitszustand. 1956 erlitt er einen Schlaganfall und wurde unter polizeilicher Aufsicht ins Presbyterian Hospital von San Juan eingeliefert. Er behauptete, im Gefängnis für   menschliche Strahlungsexperimente missbraucht worden zu sein. Offizielle bezeichneten ihn als verrückt, aber andere führten die Verbrennungen auf seiner Haut als Beweis dafür an, dass er Strahlung ausgesetzt war. Im November wurde Albizu Campos erneut von Luis Muñoz Marín begnadigt. Wenige Monate später starb er.

## Erbe
1994 enthüllte das US-Energieministerium unter der Regierung von Bill Clinton, dass in den 1950er bis 1970er Jahren Strahlungsexperimente ohne Zustimmung der Gefangenen durchgeführt wurden. Ob Albizu Campos davon betroffen war, ist jedoch weiterhin unklar.
Albizu Campos’ Erbe ist Thema von teilweise leidenschaftlich geführten Diskussionen zwischen Gefolgsleuten und Kritikern. Seine Anhänger sagen, dass seine politischen und militärischen Aktivitäten als Initialzündung für positive Veränderungen in Puerto Rico dienten. Dazu gehören eine Verbesserung der Arbeitsbedingungen für Bauern und Arbeiter, eine verspätete, aber dennoch genauere Bewertung der kolonialen Beziehung zwischen Puerto Rico und den USA durch die Verantwortlichen in Washington, D.C. sowie einige soziale und politische Verbesserungen (andere Politiker wie Luis Muñoz Marín ernteten jedoch die politischen Vorzüge dieser Veränderungen, während sie die puerto-ricanische Unabhängigkeitsbewegung im Wesentlichen begruben).
Unumstritten ist jedoch seine Bedeutung für den Nationalismus und die nationalen Symbole zu einer Zeit, in der diese ein Tabu darstellten. Die formale Anerkennung der Flagge Puerto Ricos als nationales Emblem durch die puerto-ricanische Regierung kann ihm zugeschrieben werden (auch wenn er diese Anerkennung als Verwässerung eines heiligen Symbols zu einer kolonialen Flagge denunzierte). Die wiedergewonnene öffentliche Beachtung des Grito de Lares beruht auf seinem Mandat als Führer der nationalistischen Partei. Er war der stimmgewaltigste und präsenteste Puerto-ricaner afrikanischer Abstammung in seiner Generation. Afro-puerto-ricanische Führer anderer politischer Herkunft wie Ernesto Ramos Antonini oder José Celso Barbosa erlangten solch einen Status erst, nachdem sie beträchtlichen rassistischen Angriffen ausgesetzt waren. Albizu Campos war davon auch nicht verschont, ging jedoch offensiv und mit öffentlicher Denunzierung dagegen vor.
Er ging für seine Diagnose der kolonialen Beziehung zwischen Puerto Rico und den USA ins Gefängnis, aber moderne Gelehrte stellen erstaunt fest, wie genau seine Diagnose auch Jahre nach seinem Tod noch ist. Seine politische Philosophie ist bis heute in Zitaten und verbalen Bildern erhalten.
Eine alternative Highschool in Chicago, die Dr. Pedro Albizu Campos Puerto Rican High School, befindet sich im puerto-ricanischen Kulturzentrum. Dort lernen die Studenten die puerto-ricanische Geschichte und Kultur im Kontext der lokalen Entwicklung kennen. In den Archiven gibt es originale Briefe, Skulpturen und sonstige Kunstwerke und weiteres Material, das mit Albizu Campos’ Leben verbunden ist.
Fünf öffentliche Schulen sowie mehrere Straßen in Puerto Rico sind nach ihm benannt. Seit 1976 trägt auch die Public School 161 in Harlem seinen Namen.